# Рој Макај
Рудолфус Антонијус Макај (хол. Rudolphus Antonius Makaay; 9. март 1975) бивши је холандски фудбалер. Играо је на позицији нападача.
Макај је каријеру почео у Витесеу, а затим је отишао у Шпанију где је играо за Тенерифе и Депортиво. Након тога је играо за Бајерн из Минхена, а каријеру је завршио у Фајенорду.
Макај држи рекорд по најбрже постигнутом голу у Лиги шампиона. На утакмици између Бајерна и Реал Мадрида 2007. године, постигао је погодак у 11. секунди.
Макај је одиграо 43 утакмице за репрезентацију Холандије и постигао шест голова